# Nikolaus von Georgi
Nikolaus von Georgi (* 30. März 1940 in Stuttgart) ist ein deutscher Maler.
Nach einem Musikstudium in Budapest und Dortmund studierte er von 1963 bis 1966 an der Werkkunstschule Dortmund, von 1966 bis 1971 an der Kunstakademie Düsseldorf Malerei. Ab 1971 unterrichtete er an der Folkwang Hochschule. Von 1979 bis 2005 hatte er eine Professur im Bereich Kommunikationsdesign an der Universität-Gesamthochschule Essen. Bekannt wurde er durch seine „Raumbilder“. 
Nikolaus von Georgi ist Mitglied im Deutschen Künstlerbund. Er lebt in Düsseldorf.